# ساجا

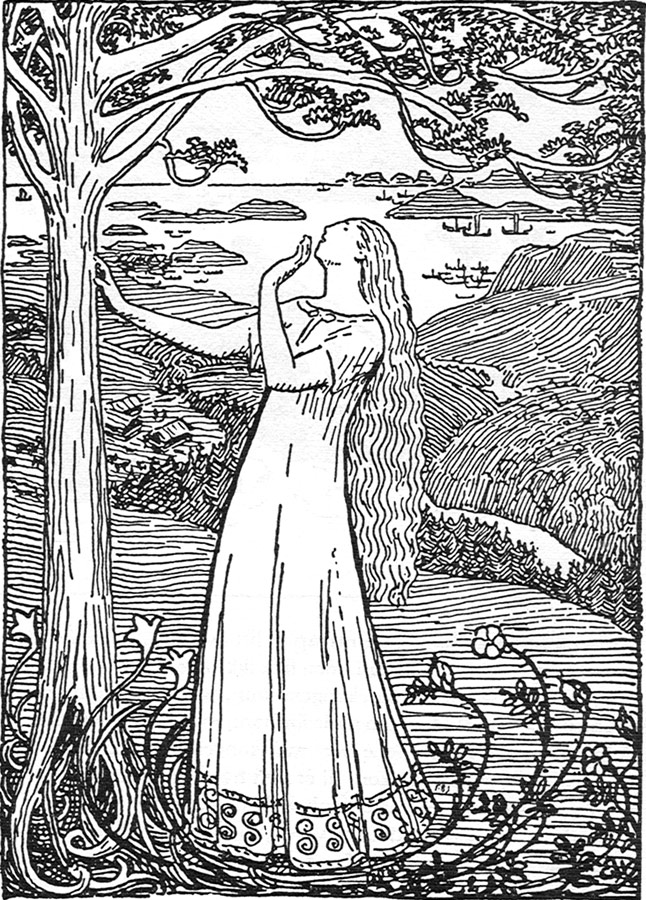
رسم من قصة ساجا

ساجا أو ساگا وقد تُعرب إلى ساغة (بالإيسلندية: Saga)، هي ملحمة في الثقافة الإسكندنافية والجرمانية عن مغامرات شخصية لأبطال شعبيين من التاريخ أو الأساطير الشعبية مثل رحلات الفايكنغ ومعاركهم. وقد كتبت باللغة الإسكندنافية القديمة خاصة في دول إيسلندا والنرويج. ألفت «الساجات» بين القرنين الحادي عشر والثالث عشر، ومن أشهرها هيمسكر نجلا وستار لونجا. من أشهر كتاب الساجا المؤلف الأيسلاندي سنوري سترلسون (بالإيسلندية: Snorri Sturluson).

## الاستخدام الحديث
في اللغة السويدية والدنماركية في زماننا الحالي، تُشير كلمة ساغة إلى القصص الملحمية الخياليَّة.